# Теофилакт Малинчев
Димитър Малинчев (на английски: Demetrius Mallin), известен като отец Теофилакт, а по-късно и като д-р Малин, е български революционер, духовник, архимандрит, лекар и емигрантски общественик.

## Биография
Роден на 9 март 1884 година в орханийското село Врачеш със светското име Димитър Георгиев Малинчев. Неговите братя Петър и Христофор Малинчеви са български офицери. Завършва училище и се включва във ВМОРО. Участва в Илинденско-Преображенското въстание в района на Крушево и Разлог. След потушаването на въстанието завършва Духовната семинария в София.

През 1908 година Българската екзархия го изпраща в Канада и САЩ за нуждите на българите емигранти там. Преди да замине получава специални инструкции във Външно министерство от генерал Стефан Паприков, и във военното ведомство, оглавявано от генерал Данаил Николаев. Инструкциите са свързани с участието му в македоно-одринското движение и се отнасят до подтикване на македоно-българската емиграция в Америка към сформиране на нейни политически организации. Организира през 1908 г. първото представление на „Македонска кървава сватба“ в САЩ, в Гранит Сити, наричан тогава „Българската Америка“. Йеромонах Теофилакт отбелязва в свое писмо до Светия синод, че е учредил първото Българо-македонско дружество „Надежда“ в Медисън. Теофилакт съобщава, че една от първите му работи била да образува споменатата национална патриотична организация. Урежда откриването на първите български църкви в Северна Америка в Гранит Сити през 1908 г. и Мадисън през 1909 г. През есента на 1909 г. йеромонах Теофилакт се премества в град Стийлтън, Пенсилвания, където оставя трета новоизградена и осветена българска черква – „Св. Благовещение“. През 1910 година участва в зала „Лейбър Темпъл“ с около 200 души учреждава македоно-българската източноправославна църковна община „Св. св. Кирил и Методи“ в Торонто. Става пръв уредник на новопостроената и открита на 24 май 1911 година църква. Пандо Сидов и Димитър Малинчев издават вестник „Българска искра“ през 1910 година, а през 1912 година сам издава вестник „Балканска звезда“. В същото време Димитър Малинчев призовава през 1911 г. в църквата Св. св. Кирил и Методий в Торонто, към обединението на всички български емигрантски организации в САЩ и Канада. Разглежда създаването на Македоно-Одринска Българска Организация в Америка като фактор, който ще спомогне за по-скорошното освобождение на поробените краища. И отново пътува от град на град, за да пропагандира своите идеи. Може да се предположи, че тази засилена активност на йеромонах Теофилакт има връзка с едно негово кратко завръщане в България през 1912 г., когато той вероятно се е срещал с ръководството на ВМОРО. В реферат на тема „Нашата организация в Северна Америка – цел и средства“ произнесен на учредителния конгрес на Македоно-одринската българска народна организация (МОБНО) на 21 септември 1913 г. в Чикаго, той заявява: 
| „ | Ние сме в Америка, далеч от страдалното ни Отечество. Но това не ще да каже, че сме престанали да бъдем българи. Океанът не може да погълне под своите сини вълни воплите и страданията на българския народ. Те долитат до нас. Високите планини, които се изпречват, не могат да скрият от очите ни ликовете на цял легион български борци и мъченици. В мъртвешкия поглед на тия борци четем една повелителна заповед: „Българино, дето и да си, продължавай нашето дело!“ | “ |

Организира вечерно българско училище в Торонто, а през 1913 година издава „Първи българо-английски джобен речник". През 1918 година архимандрит Теофилакт е обявен за почетен председател на Торонтската църковна община. Димитър Малинчев спомага за развитието на просветното дело в „Новия свят“. Две години преди това записва медицина в Тринити колеж към Торонтския университет, където е сред първите по успех. На 15 ноември 1921 г. българинът получава специалност „хирург". Той решава да се оттегли от духовното поприще и се отдава на медицинска практика. От този момент до края на живота си е известен под името д-р Малин. През юни 1921 г. Малинчев се жени за Евгения Христова от Криворечна паланка, Македония. Ражда им се син, на когото дават името Юлиус.
Димитър Малинчев умира на 30 април 1949 година в Торонто.